# 민경인
민경인(한국 한자: 閔庚仁, 1979년 5월 9일 ~ )은 대한민국의 전 축구 선수이며, 포지션은 미드필더였다.